# تراسي أمين
تراسي أمين (بالإنجليزية: Tracey Emin)‏ (وُلدت في 3 يوليو 1963) هي فنانة إنجليزية معروفة بأعمالها الفنية التي تناولت فيها السير الذاتية وكرسي الاعتراف. أصدرت أمين العديد من الأعمال في مجالات مختلفة منها الرسم، والتزيين، والنحت، وصناعة الأفلام، والتصوير، والكتابة بالنيون، والتطريز. كان الفنانون البريطانيون الشباب يسمونها «الفتاة الشقية» في ثمانينيات القرن العشرين، وأصبحت تراسي عضوًا تدريسيًا في أكاديمية الفنون الملكية.
في عام 1997، نشرت عملها إيفري ون آي هاف إيفر سليبت ويذ 1963- 1995 (جميع الأشخاص الذين نمت معهم 1963-1995)، وزُينت خيمة بأسماء كل من ضاجعتهم تراسي وعُرضت في معرض سينسيشن لتشارلز ساتشي الذي أقيم في الأكاديمية الملكية في لندن. في العام ذاته، انتشرت فضيحة إعلامية كبيرة عنها كانت ثملة فيها، اذ استمرت بالقسم مرارًا وتكرارًا ضمن برنامج حوار مباشر يسمى ذا ديث أوف بينتينغ.
أقامت تراسي معرضها المنفرد الأول في معرض ليمان ماوبن في الولايات المتحدة، تحت عنوان إيفري بارت أوف مي إز بليدنغ (كل جزء مني ينزف). في وقت لاحق من العام نفسه، ترشحت لجائزة تيرنر وعَرضت عملها الفني بعنوان ماي بيد الذي يتضمن سريرها الوسخ والفوضوي. إذ قضت فيه عدة أسابيع من شرب المسكرات والتدخين والاكل والنوم وممارسة الجماع خلال مرورها بفترة صعبة من الاضطراب العاطفي. تميز العمل الفني بوجود واقيات ذكرية مستعملة وملابس داخلية نتنة ملطخة بالدماء.
تُعد تراسي محاضرة ومتحدثة إذ حاضرت في متحف فيكتوريا وألبرت في لندن، ومعرض الفنون في نيو ساوث ويلز في سيدني (2010)، وفي الأكاديمية الملكية للفنون (2008)، وفي متحف التيت البريطاني في لندن (2005) عن الرابط بين السيرة الذاتية، والإبداع، والشخصية، والسجل الشخصي في بناء الفن. غطت تراسي مجالات كثيرة في عملها مثل: الحياكة، والنحت، والرسم، والتركيب، وصناعة الفيديوهات، والتصوير، والصباغة.
في ديسمبر من عام 2011، عُينت بمرتبة بروفيسور في الفنون في أكاديمية الفنون الملكية؛ إلى جانب فيونا راي، تُعد تراسي إحدى البروفيسورتين الأولتين اللتين التحقتا بهذه الجامعة منذ أن تأسست في عام 1768.
تعيش تراسي أمين في سبيتالفيلدز شرق لندن.

## سيرة حياتها

### الطفولة والتعليم

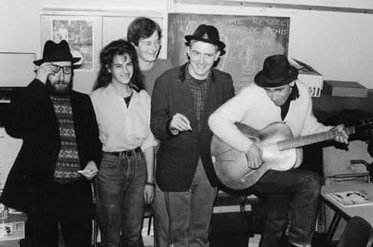
سيكستون مينغ، وتراسي أمين، وتشارلز طومسون، وبيلي تشايلدش، وراسل ويلكينز في مركز روتشستر لتعليم البالغين في 11 ديسمبر 1987 لتسجيل ذا ميداوي بويتس إل بّي

وُلدت أمين في كرويدون، وهي منطقة تقع في جنوب لندن، لأم إنجليزية من أصل غجري، وترعرعت في مارغيت، كينت، مع شقيقها التوأم بول.
كان لجد جدها من ناحية الأب حفيدٌ ثانٍ يُدعى ميرال حسين إيس. كان جدها عبد الله عبدًا سودانيًا في الدولة العثمانية. يمكن اعتبار أصولها قبرصيةٌ تركية عبر صلة والدها بها. تعرضت للاغتصاب في سن الثالثة عشرة في أثناء إقامتها في مارغيت، وأوضحت أن «هذا ما حدث للكثير من الفتيات» في هذه المنطقة، وفُسر عملها الفني بأنه نتيجة للإساءة الجسدية التي تعرضت لها في مراحل فتوتها وطفولتها مثل الاعتداء الجنسي الذي تعرضت له.
درست الأزياء في كلية ميدواي للتصميم (تُسمى الآن جامعة الفنون الإبداعية) (1980–1982). التقت هناك الطالب المفصول بيلي تشايلدش والتحقت بمجموعة شعراء ميداوي. دام ارتباط تراسي وبيلي حتى عام 1987، في هذه الأثناء كانت تراسي مديرة لمجلته المتواضعة، هانغمان بوكس، وهي صحافة بريطانية صغيرة مستقلة أسسها بيلي تشايلدش في عام 1981 ينشر فيها الشعر الاعترافي الخاص به. في عام 1984، درست الطباعة في كلية الفنون في جامعة ميدستون (جامعة الفنون الإبداعية الآن).
في عام 1995، أٌجريت معها مقابلة تلفزيونية ضمن برنامج حواري يسمى مينكي مانكي مع كارل فريدمان، وكان سؤاله لها «من برأيك كان له التأثير الأكبر في حياتك؟»، فأجابت: «حسنًا.. في الواقع لم يكن شخصًا بل كان الوقت الذي قضيته في كلية الفنون برفقة بيلي تشايلدش، بجوار نهر ميدواي».
في عام 1987، انتقلت تراسي للعيش في لندن لتلتحق بكلية الفنون الملكية، إذ حازت على شهادة الماجستير في الرسم في عام 1989. بعد تخرجها عانت من إجهاضين صادمين أدّيا بها إلى تدمير كل أعمالها الفنية التي سبق أن أنجزتها في أثناء مراحل دراستها العليا، ووصفت هذه الفترة بأنها «انتحار عاطفي» مرت به. تأثرت أيضًا بكلّ من الفنانَين إدوارد مونش وإيغون شيلي وقضت فترة في كلية بيركبيك، جامعة لندن لدراسة الفلسفة.
تبقت واحدة من لوحاتها بعد تلك الحادثة تحمل عنوان الصداقة، وهي الآن في مجموعة كلية الفنون الملكية. بالإضافة إلى بعض الصور الفوتوغرافية المأخوذة لأعمالها قبل تدميرها، وقد عرضت كجزء من من ماي ميجر ريتروسبيكتيف.

### بدايات مسيرتها المهنية
في عام 1993، افتتحت متجرًا مع زميلتها الفنانة سارة لوكاس، يُسمى ذا شوب، في شارع بيثنال الأخضر 103، في بيثنال الأخضر، لبيع أعمالهما الفنية بالإضافة إلى قمصان وصوانٍ تزينها صورة لداميان هيرست في القاع.
في نوفمبر من عام 1993، افتتحت أول معرض منفرد لها في وايت كيوب، معرض فني معاصر في لندن، أسمتْه ماي ميجر ريتروسبيكتيف، يدور حول السيرة الذاتية، إذ تضمن صورًا شخصية لها وصورًا لأعمالها المدمرة المبكرة، بالإضافة إلى أشياء لا يفكر الفنانون عادة بعرضها (كعلبة سجائر كان يمسك بها عمها بعد تعرضه لحادث سيارة أدى إلى قطع رأسه).
في منتصف تسعينيات القرن الماضي، كانت تراسي تقيم علاقة مع كارل فريدمان، صديق قديم لها، وشريك مع داميان هيرست، ومشارك في تنظيم معارض بريتارت الشهيرة، مثل معرض الطب الحديث والمقامرة. في عام 1994، سافرا معًا في رحلة سياحية في الولايات المتحدة، من سان فرانسيسكو إلى نيويورك بسيارة من نوع كاديلاك، وتوقفا في الطريق حيث تخلت عن قراءات من كتاب سيرتها الذاتية استكشاف الروح لتغطية تكاليف رحلتهما.
أمضيا بعض الوقت بجوار بحر وايتستابل، في كوخ اقتلعته في ما بعد من مكانه وحولته إلى عمل فني في عام 1999 أطلقت عليه اسم ذي لاست ثينغ آي سيد تو يو إز دونت ليف مي هير (آخر شيء أخبرتك به لا تتركني هنا)، والذي حرق في عام 2004 إثر حريق مستودع مومارت.
في عام 1995، رعى فريدمان معرض مينكي مانكي الذي أقيم في معرض جنوب لندن. أمين قد قالت:
في ذلك الوقت، كانت سارة (لوكاس) مشهورة جدًا، لكنني لم أكن كذلك على الإطلاق. قال لي كارل إنه عليّ القيام ببعض الأعمال الكبيرة والمؤثرة لأنه كان يعتقد أن الأشياء الصغيرة التي كنت أفعلها في ذلك الوقت لن تفي بالغرض وتجعل مني فنانة مشهورة. كنت غاضبة. إن قيامي بهذا العمل هو ما جعلني أعود إليه.
كانت النتيجة «خيمتها» إيفري ون آي هاف إيفر سليبت ويذ 1963- 1995، التي عُرضت لأول مرة في المعرض. كانت خيمة زرقاء، مزينة بأسماء كل من نامت معهم تراسي. من بين هؤلاء شركاء جنسيون، وصور لأقاربها الذين نامت معهم خلال طفولتها، وشقيقها التوأم، وصور لطفليها اللذين أجهضتهما.
بالإضافة إلى بعض أعمال الحياكة بالإبرة التي تمثل جزءًا لا يتجزأ من هذا العمل، والذي اشتراه تشارلز ساتشي في ما بعد وأدرجه في معرض سينسيشن الناجح لعام 1997 في الأكاديمية الملكية بلندن؛ ثم قام بجولة إلى برلين ونيويورك. حُرق هذا العمل إثر حريق مستودع ساتشي شرق لندن في عام 2004.

### ظهورها للعلن
لم تكن تراسي معروفة بين العامة حتى ظهرت على القناة الرابعة في عام 1997 في برنامج تلفزيوني ضم مجموعة من الفنانين يتناقشون حول جائزة تيرنر في ذلك العام وبُثّ على الهواء مباشرة. أشارت تراسي إلى أنها كانت ثملة في أثناء المقابلة إذ كانت تلقي الشتائم قبل مغادرة المكان وتصرخ قائلة: «هل حقًّا هناك أناس حقيقيون في إنجلترا يشاهدون هذا البرنامج، هل يشاهدونه حقًّا؟ هل يشاهدونه بالفعل؟».
بعد مرور سنتين، في 1999، ترشحت تراسي لجائزة تيرنر وعرضت عملها ماي بيد (سريري) في معرض تيت.
كان اهتمام وسائل التواصل الاجتماعي بالأشياء التافهة واضحًا، مثل البقعة الصفراء على السرير، والواقي الذكري، وعلبة السجائر الفارغة، بالإضافة إلى زوج من الملابس النسائية الداخلية الملطخة بدماء الحيض، إذ عُرض السرير كما هو عليه بعد أن قضت أيامًا عديدةً فيه تشعر فيها بالرغبة في الانتحار بسبب ما مرت به من علاقات.

قفز اثنان من الفنانين الاستعراضيين، يوان تشاي وجيان جون شي، عاريي الصدر على سرير تراسي لتطوير هذا العمل ظنًا منهما أنه لم يكن كافيًا بالغرض.

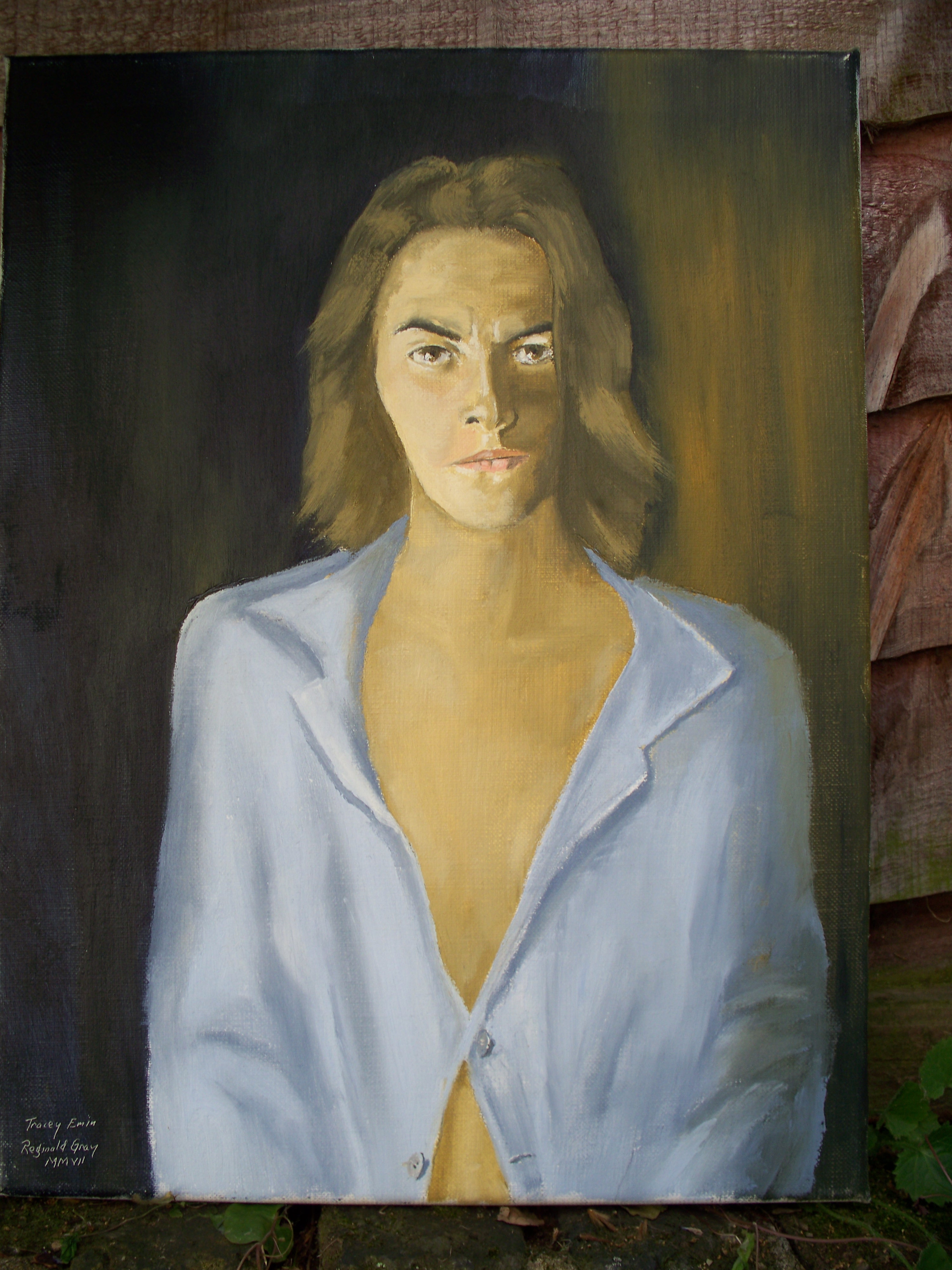
صورة لريغنالد غراي

في يوليو من عام 1999، في أوج شهرة تراسي بعد أن حازت على جائرة تيرنر، أصدرت العديد من لوحات الطباعة الأحادية المستوحاة من الحياة العامة والخاصة للملكة ديانا عُرضت في معرض سُمّي تيمبل أوف ديانا وأقيم في ذا بلو غاليري في لندن. من ضمن أعمالها ذي وانتد يو تو بي ديسترويد (أرادوك محطمًا) (1999) الذي يتعلق بالنهام العصبي (اضطراب الأكل) الذي عانت منه الأميرة ديانا، وأعمالٍ أخرى مثل لوف واز أون يور سايد (الحب كان في صفك) ووصف الفستان ذو الأكمام المنفوخة الخاص بالأميرة ديانا. أشير إلى رسومات أخرى بعبارة الأشياء التي تفعلها لمساعدة الآخرين مكتوبة بجوار رسمة تراسي لديانا، أميرة ويلز، وهي تسير ضمن حقل من الألغام مرتدية ملابس واقية. عمل آخر كان رسمًا لوردة رقيقة بجوار عبارة «إت ميكس بيرفيكت سينس تو نو ذي كيلد يو» (مع الأخطاء الإملائية لعلامة تراسي التجارية) تشير إلى نظريات المؤامرة المحيطة بوفاة الأميرة ديانا. وصفت تراسي أعمالها قائلة: «قد تبدو أنها غير مترابطة، وجديدة، أو أنها لوحات ساذجة نوعًا ما، لكنه من الصعب عليّ أن رسم حول شخص آخر لا عني. مع ذلك، كان لدي الكثير من الأفكار العاطفية بعض الشيء كما أعتقد ولا شيء فيه يدعو إلى السخرية».
كان كل من إلتون جون وجورج مايكل من هواة تجميع أعمال تراسي، إذ افتتح مايكل وشريكه كيني غوس معرضًا بعنوان أ تريبيوت تو تراسي أمين في سبتمبر من عام 2007، في متحفهما في مؤسسة غوس- مايكل (معرض غوس غاليري سابقًا) الكائن في دالاس.
كان هذا المعرض بمثابة افتتاحية للمعرض الذي عرضت فيه كمية كبيرة من أعمال تراسي بما في ذلك بطانية كبيرة، ومثبتات فيديو، ومطبوعات، ولوحات، وبعض أعمالها بالنيون منها عمل مميز لعبارة جورج لوفز كيني الذي كان القطعة المحورية في هذا المعرض. طورته تراسي بعد نشرها مقالة في صحيفة ذي إندبندنت يحمل العنوان نفسه في ديسمبر من عام 2007. جمع غوس ومايكل (توفي في 25 ديسمبر 2016) 25 عملًا من أعمال تراسي.
بالإضافة إلى بعض الموسيقيين والفنانين الآخرين الذين دعموا تراسي منهم عارضيّ الأزياء جيري هول ونومي كامبل، ونجم الأفلام أورلاندو بلوم الذي اشترى عددًا من أعمال أمين في مزادات خيرية، وفرقة البوب تيمبوشارك، التي يجمع مغنيها الرئيسي فنّ أمين، سموا ألبومهم الأول إنفيزبل لاين، مستوحى من مقطع في كتاب أمين إكسبلوراشن أوف ذي سول. كان أسطورة الروك روني وود من فرقة ذا رولينج ستونر صديقًا مقربًا لتراسي وكانت رسوماته مستوحاة من أعمال تراسي. قدمت لمادونا جائزة مشاهير الموسيقى في المملكة المتحدة في عام 2004.
دعيت تراسي لمنزل مادونا في الريف ووصفتها مادونا قائلة: «تراسي ذكية ومجروحة ولا تخاف أن تكشف ذلك عن نفسها»، وأضافت: «إنها استفزازية ولديها ما تقوله. أستطيع الإحساس بذلك». كان ديفيد بوي مصدر إلهام لتراسي في أثناء طفولتها وأصبح صديقًا لها إذ وصفها بأنها «وليام بليك بهيئة امرأة، كتبها مايك لي».

## وصلات خارجية
- الموقع الرسمي
- تراسي أمين على موقع IMDb (الإنجليزية)
- تراسي أمين على موقع الموسوعة البريطانية (الإنجليزية)
- تراسي أمين على موقع مونزينجر (الألمانية)
- تراسي أمين على موقع ميوزك برينز (الإنجليزية)
- تراسي أمين على موقع ديسكوغز (الإنجليزية)
- تراسي أمين على موقع قاعدة بيانات الفيلم (الإنجليزية)